# Арама (Јаши)
Арама (рум. Arama) насеље је у Румунији у округу Јаши у општини Коарнеле Капреј. Oпштина се налази на надморској висини од 98 m.

## Становништво
Према подацима из 2002. године у насељу је живело 714 становника, од којих су сви румунске националности.